# Стінна ящірка мальтійська
Стінна ящірка мальтійська, Мальтійська ящірка, або фільфлійська (Podarcis filfolensis) — вид ящірок родини справжніх ящірок (Lacertidae). Один із 28 видів роду. Ендемік Італії (Мальта з прилеглими островами). Мешканець середземноморських гірських та прилеглих рівнинних ландшафтів. Вид охороняється Бернською конвенцією та Директивою Європейського Союзу 92/43/ЄС «Про збереження природних оселищ та видів природної фауни і флори».

## Етимологія
Видова назва походить від назви типової місцевості — невеликого острова Фільфла, розташованого за 5 км на південь від Мальти.

## Опис

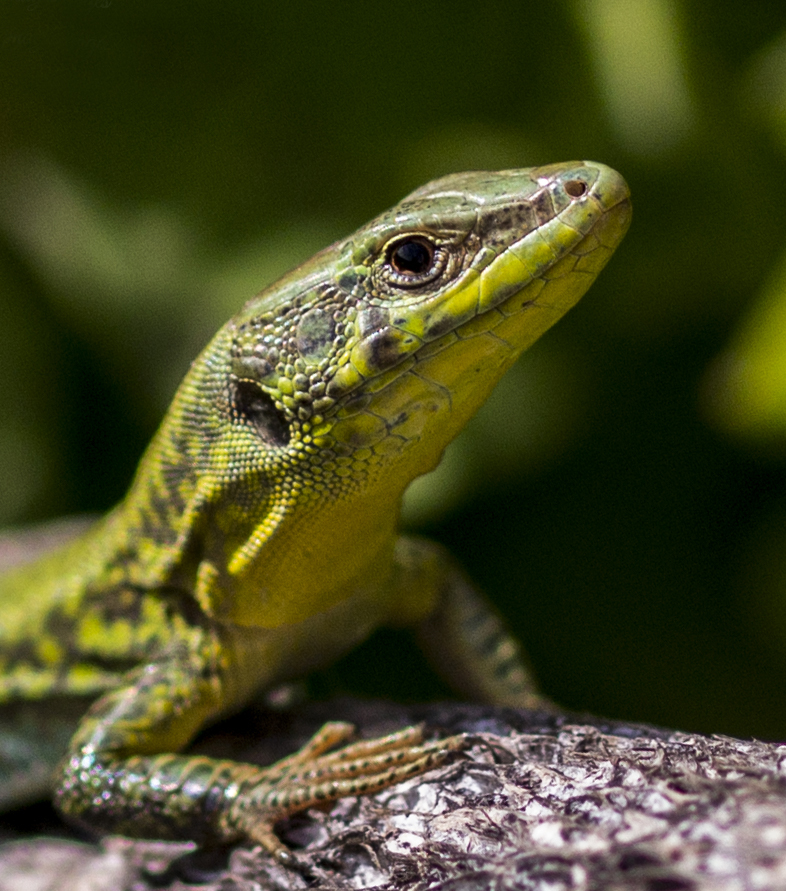

Ящірка середнього розміру, до 25 см завдовжки (L. + L.cd.). Довжина тіла від кінчика морди до клоаки (L.) до 8,5 см. Хвіст (L.cd.) вдвічі  перевищує довжину тулуба з головою. Самці трохи більші за самиць. Дорослі ящірки порівняно з особинами із споріднених видів виглядають дещо кремезнішими. Голова висока, пірамідальна.
Ящірка з надзвичайно мінливим забарвленням, у тому числі смугастим і сітчастим. Кольори спини включають коричневий, жовтий, сірий, зелений, чорний та синій. Загальний фон варіює від сірого і коричневого до зеленого. Уздовж спини зазвичай тягнуться 3 ряди добре виражених неправильної форми дрібних темних плям, які утворюють поздовжні смуги. На боках тіла темний сітчастий малюнок. Черево може бути білим, жовтим, помаранчево-чорним або навіть синім.

## Поширення

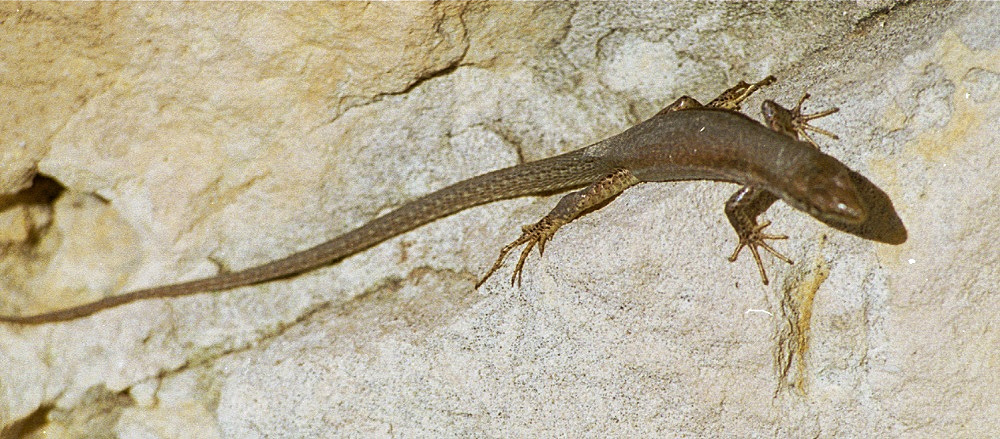
Стінна ящірка мальтійська. Мальта (Італія)

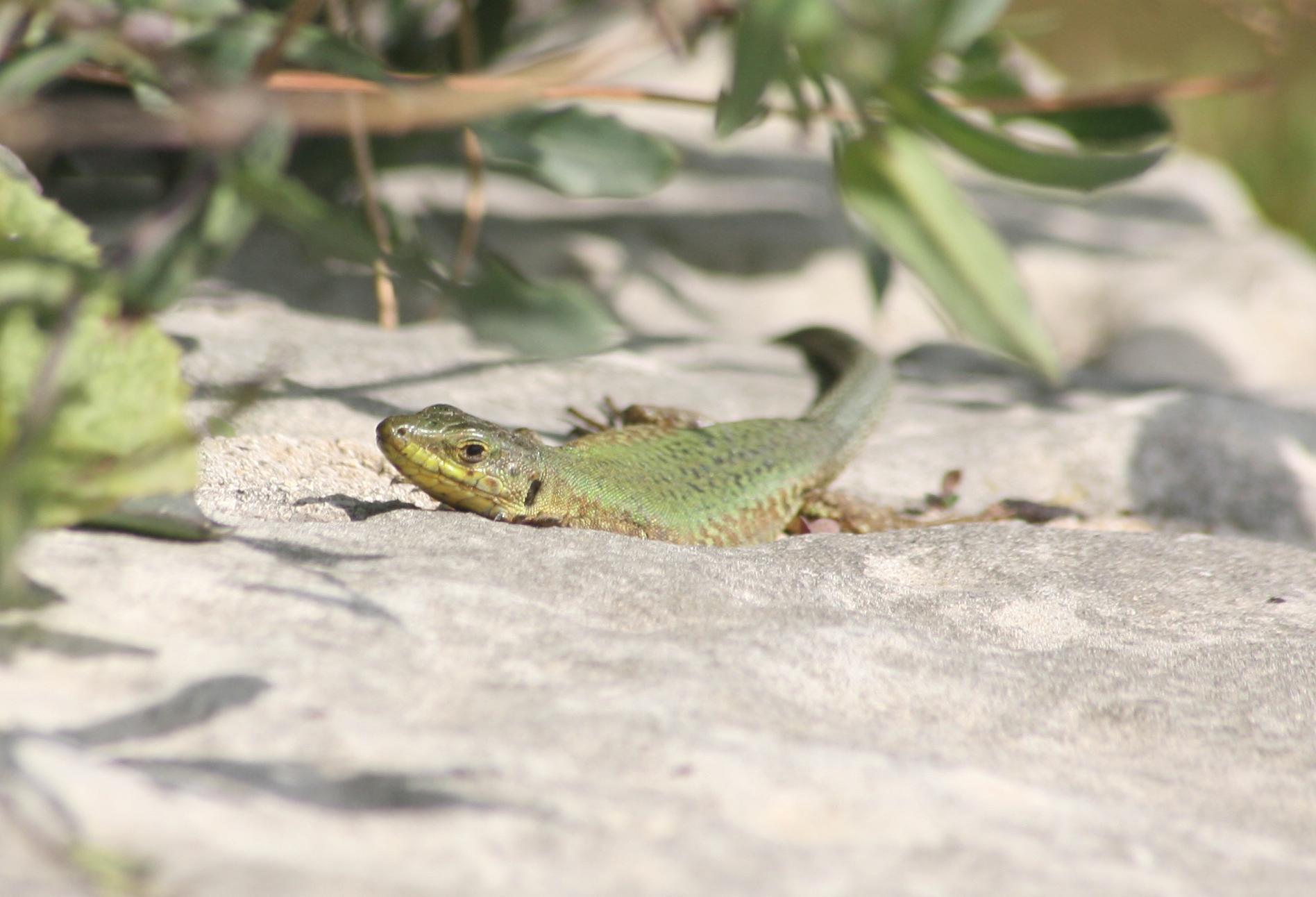
Стінна ящірка мальтійська гріється на розігрітому камінні

Ендемік Італії, поширений виключно на Мальтійському архіпелазі. За межами природного ареалу завезений на о. Лампедуза, але сучасний стан популяції залишається неясним.

## Місця проживання
Населяє різноманітні відкриті середземноморські ландшафти, від рівня моря до середньогір'їв, віддаючи перевагу сухим і кам'янистим ділянкам з розрідженою рослинністю. Не уникає сільськогосподарських угідь та населених пунктів (у тому числі міст), де часто трапляється на занедбаних ділянках та узбіччях доріг, в парках, садах і виноградниках, у розвалинах, на кам'яних огорожах та стінах будівель. На деяких островах мешкає серед колоній морських птахів. 

## Особливості біології
На Мальті та окремих островах у межах ареалу є досить звичайним видом стінних ящірок. Добре лазить по камінню, скелях та деревах, але рідше інших видів стінних ящірок, менших за розміром. Під час обігріву на сонці і теплому камінні здатна сильно сплющувати тіло.  Активна протягом року. 
Стінна ящірка мальтійська належить до яйцекладних плазунів. У період розмноження самці ревно охороняють свої індивідуальні ділянки, оглядаючи їх із високих предметів. Парування відбувається в квітні — травні. Самиці в липні відкладають одну або дві кладка з 1—4 овальних яєць. Молодь зазвичай з'являється в кінці літа. 
Харчується різними безхребетними, переважно комахами, але також може їсти фрукти, квітки та дрібних хребетних тварин, включно з власними дитинчатами.

## Охорона
Стан більшості природних популяцій виду в межах ареалу залишається більш-менш стабільним. Саме тому він, згідно Червоного списку МСОП, отримав охоронний статус «відносно благополучний вид». Але в окремих районах Мальти та на окремих прилеглих островах спостерігається тенденція до зниження чисельності популяції виду, що потребує запровадження охоронних заходів. Основними загрозами є щури та деякі інвазійні види рептилій. Тому, стінна ящірка мальтійська занесена до Додатку ІІ Бернської конвенції (охоронна категорія: вид підлягає особливій охороні) та Директиви Європейського Союзу 92/43/ЄС «Про збереження природних оселищ та видів природної фауни і флори» (Додаток IV. Види рослин і тварин, що становлять особливий інтерес для Європейського Союзу, які потребують суворих заходів охорони).

## Систематика
Один із 28 видів роду стінних ящірок (Podarcis).
Незважаючи на невелику територію проживання виду, станом на 2024 рік описано 5(6) підвидів, які відрізняються забарвленням і розмірами та мешкають на одному або декількох сусідніх островах. Більшість з них, на думку європейських герпетологів, недійсні з огляду на генетичні дані: 
- Podarcis filfolensis filfolensis — номінативний підвид, мешкає на о. Фільфла. Найбільша з ящірок виду,  має темне чорнувате забарвлення з блакитними і зеленими плямами;
- Podarcis filfolensis generalensis — мешкає на о. Гоцо (Грибна скеля на західному узбережжі). Відрізняється червоним черевом і блакитними боками;
- Podarcis filfolensis kieselbachi — мешкає на островах Святого Павла. Забарвлення різне: коричневе, сіре, з чорними плямами і помаранчевим черевом;
- Podarcis filfolensis laurentimulleri — мешкає на островах Ліноза і Лампіоне;
- Podarcis filfolensis maltensis — мешкає на островах Мальта, Гоцо і  Коміно. Забарвлення, як правило, зеленувате, іноді плямисте.

Шостий підвид, як вважають, існує на острові  Комінотто.